# 볼티모어 메트로 서브웨이

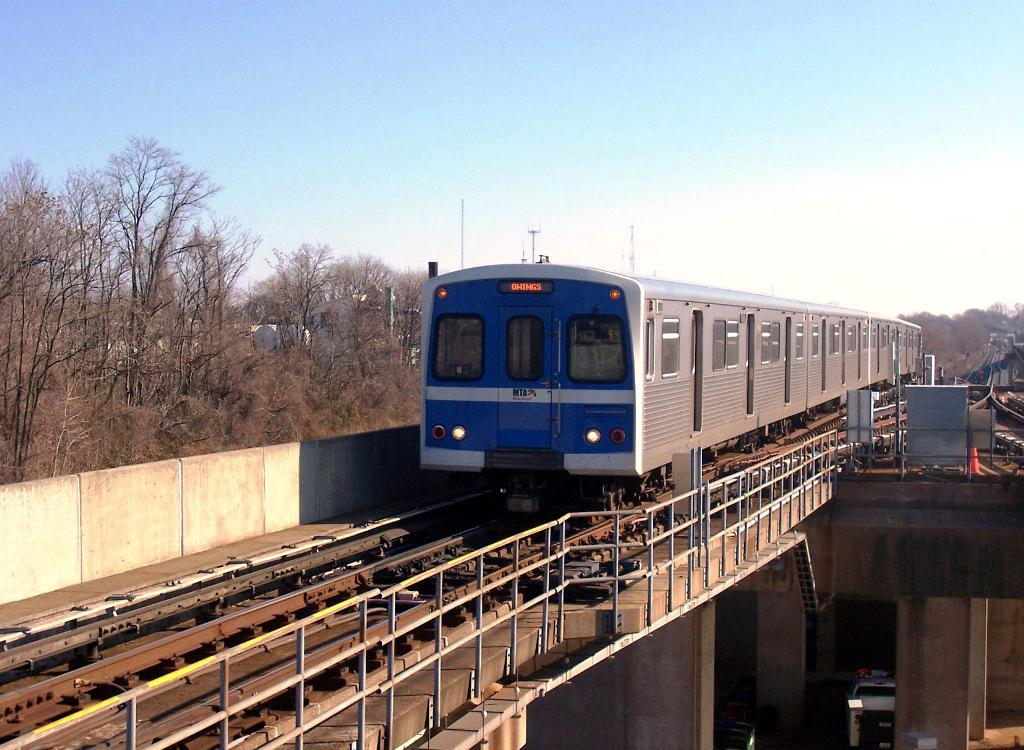

볼티모어 메트로 서브웨이(영어: Baltimore Metro Subway)는 미국 메릴랜드주 볼티모어를 달리는 지하철이다. 볼티모어에서는 메트로 서브웨이(Metro Subway), 더 서브웨이(The Subway), 볼티모어 메트로(Baltimore Metro)라고도 불린다.
1995년 5월 31일 찰스 센터에서 존스 홉킨스 병원까지 2.5km 거리의 구간이 더 연장되었다.

## 같이 보기
- 지하철 목록